# Posuvka
Posuvky jsou značky pro zvýšení nebo snížení výšky tónů v notovém záznamu.
Mezi posuvky patří tzv. křížky (zvýšení o půltón, značka ♯), dvojkřížky (zvýšení o celý tón, tj. dva půltóny, značka 𝄪), bé (snížení o půltón, značka ♭), dvojité bé (snížení o celý tón, značka 𝄫) a odrážka (ruší předchozí zvýšení či snížení tónu, značka ♮). Křížek na konec názvu noty přidává koncovku -is (fis, cis, atd.), béčko -es (hes, es, atd.).
Základní typy posuvek jsou obsaženy v kódu Unicode:
| Znak            | ♭               | ♭               | ♮                  | ♮                  | ♯                | ♯                |                           |                           |                          |                          |
| --------------- | --------------- | --------------- | ------------------ | ------------------ | ---------------- | ---------------- | ------------------------- | ------------------------- | ------------------------ | ------------------------ |
| Název v Unicodu | music flat sign | music flat sign | music natural sign | music natural sign | music sharp sign | music sharp sign | music symbol double sharp | music symbol double sharp | music symbol double flat | music symbol double flat |
| Kódování        | dec             | hex             | dec                | hex                | dec              | hex              | dec                       | hex                       | dec                      | hex                      |
| Unicode         | 9837            | U+266D          | 9838               | U+266E             | 9839             | U+266F           | 119082                    | U+1D12A                   | 119083                   | U+1D12B                  |
| UTF-8           | 226 153 173     | e2 99 ad        | 226 153 174        | e2 99 ae           | 226 153 175      | e2 99 af         | 240 157 132 170           | f0 9d 84 aa               | 240 157 132 171          | f0 9d 84 ab              |
| UTF-16          | 9837            | 266d            | 9838               | 266e               | 9839             | 266f             | 55412 56618               | d874 dd2a                 | 55412 56619              | d874 dd2b                |
| Číselná entita  | &#9837;         | &#x266D;        | &#9838;            | &#x266E;           | &#9839;          | &#x266F;         | &#119082;                 | &#x1D12A;                 | &#119083;                | &#x1D12B;                |

## Mikrotónové posuvky
Pro rozlišení jemnější než půltón se někdy užívají samostatné značky. Některé z nich jsou rovněž zahrnuty do Unicode:
| Znak            |                      |                      |                        |                        |                         |                         |                           |                           |                       |                       |                         |                         | 𝄲                               | 𝄲                               | 𝄳                              | 𝄳                              |
| --------------- | -------------------- | -------------------- | ---------------------- | ---------------------- | ----------------------- | ----------------------- | ------------------------- | ------------------------- | --------------------- | --------------------- | ----------------------- | ----------------------- | ------------------------------- | ------------------------------- | ------------------------------ | ------------------------------ |
| Název v Unicodu | music symbol flat up | music symbol flat up | music symbol flat down | music symbol flat down | music symbol natural up | music symbol natural up | music symbol natural down | music symbol natural down | music symbol sharp up | music symbol sharp up | music symbol sharp down | music symbol sharp down | music symbol quarter tone sharp | music symbol quarter tone sharp | music symbol quarter tone flat | music symbol quarter tone flat |
| Kódování        | dec                  | hex                  | dec                    | hex                    | dec                     | hex                     | dec                       | hex                       | dec                   | hex                   | dec                     | hex                     | dec                             | hex                             | dec                            | hex                            |
| Unicode         | 119084               | U+1D12C              | 119085                 | U+1D12D                | 119086                  | U+1D12E                 | 119087                    | U+1D12F                   | 119088                | U+1D130               | 119089                  | U+1D131                 | 119090                          | U+1D132                         | 119091                         | U+1D133                        |
| UTF-8           | 240 157 132 172      | f0 9d 84 ac          | 240 157 132 173        | f0 9d 84 ad            | 240 157 132 174         | f0 9d 84 ae             | 240 157 132 175           | f0 9d 84 af               | 240 157 132 176       | f0 9d 84 b0           | 240 157 132 177         | f0 9d 84 b1             | 240 157 132 178                 | f0 9d 84 b2                     | 240 157 132 179                | f0 9d 84 b3                    |
| UTF-16          | 55412 56620          | d874 dd2c            | 55412 56621            | d874 dd2d              | 55412 56622             | d874 dd2e               | 55412 56623               | d874 dd2f                 | 55412 56624           | d874 dd30             | 55412 56625             | d874 dd31               | 55412 56626                     | d874 dd32                       | 55412 56627                    | d874 dd33                      |
| Číselná entita  | &#119084;            | &#x1D12C;            | &#119085;              | &#x1D12D;              | &#119086;               | &#x1D12E;               | &#119087;                 | &#x1D12F;                 | &#119088;             | &#x1D130;             | &#119089;               | &#x1D131;               | &#119090;                       | &#x1D132;                       | &#119091;                      | &#x1D133;                      |

Další značky, které do Unicode zařazeny nejsou:

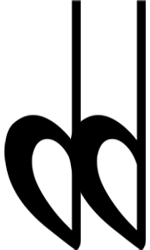

## Umístění posuvek
Základní způsob užití je umístění posuvky před tón, který jí má být zvýšen či snížen. Je-li potřeba v souzvuku označit více tónů, umístí se příslušná posuvka před každý z nich; mělo-li by dojít k jejich kolizi lze některé z nich horizontálně posunout: 

Má-li posuvka platit pro celou skladbu nebo její ucelenou část, umísťuje se do tzv. předznamenání. Taková posuvka nepředstavuje odchylku od charakteru výchozí tóniny, ale naopak tento charakter teprve utváří. Má-li v průběhu skladby dojít ke změně předznamenání, označí se takový předěl obvykle dvojitou taktovou čarou a uvede se celé předznamenání nové, včetně posuvek, které zůstávají v platnosti. Nadbytečné posuvky starého předznamenání se „zruší“ odrážkami: 

## Platnost posuvek
Změna daná posuvkou platí pro konkrétní tón jen do konce taktu. Tam její účinnost končí a noty se dále interpretují opět ve výšce dané tóninou.
Výjimkou jsou posuvky v předznamenání, které platí obvykle pro celou skladbu nebo alespoň její část a uvádějí se na začátku každé řádky notového záznamu. Posuvky z předznamenání navíc platí nejen pro daný tón, ale i pro stejnojmenný tón ve všech oktávách.
Značí se:
křížek, béčko, odrážka

dvojkřížek, dvojbéčko